# Eva May

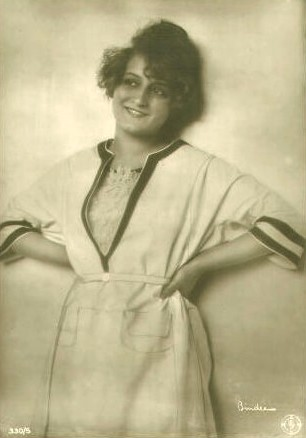
Eva May 1920 auf einer Fotografie von Alexander Binder

Eva May (* 29. Mai 1902 als Eva Maria Pfleger in Wien; † 10. September 1924 in Baden) war eine österreichische Stummfilmschauspielerin.

## Leben
Eva May war eine Tochter des Regisseurs Joe May und der Schauspielerin Mia May. Nach der Heirat ihrer Eltern trug sie ab 1907 den Familiennamen ihres Vaters. Sie wuchs in Wien, Hamburg und Berlin auf, wo ihre Eltern als bedeutende Filmkünstler beschäftigt waren. Fünfzehnjährig stand sie unter der Oberleitung ihres Vaters erstmals vor der Kamera.
Ab Herbst 1918 erschien sie in rascher Folge in Produktionen der Ring-Film GmbH, die von ihrem früh angetrauten ersten Ehemann Erik Lund, eigentlich Manfred Liebenau, geleitet wurde. Unter dem Namen „Erik Lund“ führte Liebenau auch meist selbst Regie. Die junge Schauspielerin machte sich mit diesen Filmen schnell einen Namen. 1920 wechselte sie die Unternehmen und die Regisseure. Lothar Mendes  wurde ihr zweiter Ehemann (verheiratet von 1920 bis 1922), Manfred Noa ihr dritter 
(verheiratet von 1923 bis 1924).
Die hochtalentierte, aber launenhafte Eva May überwarf sich mehrmals mit ihren Eltern. Sie war die Verlobte von Rudolf Sieber, bis dieser seine spätere Frau Marlene Dietrich kennenlernte. Daraufhin versuchte Eva May sich im Jahr 1923 das Leben zu nehmen, indem sie sich die Pulsadern öffnete.
Nachdem sie sich vergeblich bemüht hatte, ihren Cousin, den Patronenfabrikanten Fritz Mandl – der später mit Hedy Lamarr eine andere Schauspielerin ehelichte – zu heiraten, erschoss sie sich am 10. September 1924 um halb acht Uhr morgens im Hotel Herzoghof in Baden. Nach ihrem Tod drehte ihre Mutter Mia May keinen Film mehr.

## Filmografie
- 1918: Der lebendige Tote
- 1918: Sadja
- 1918: Erträumtes
- 1918: Stürme – Ein Mädchenschicksal
- 1919: Staatsanwalt Jordan
- 1919: Die verwunschene Prinzessin
- 1919: Irrlicht
- 1919: Schloß Einöd
- 1919: Schwarze Perlen
- 1919: Das Gebot der Liebe
- 1919: Die Fee von Saint Ménard
- 1919: Die Braut des Entmündigten
- 1919: Das törichte Herz
- 1919: Im Wirbel des Lebens
- 1920: Der Henker von Sankt Marien
- 1920: Die Legende von der heiligen Simplicia
- 1921: Die Amazone
- 1921: Fridericus Rex
- 1921: Junge Mama
- 1922: Seine Exzellenz von Madagaskar (2 Teile)
- 1922: Scheine des Todes
- 1922: Der Graf von Charolais
- 1922: Der Graf von Essex
- 1923: Paganini
- 1923: Alt-Heidelberg
- 1923: Die Fledermaus
- 1924: Der geheime Agent